# Gary Pearce (aviron)
Gary Pearce, né le 27 février 1944, est un rameur d'aviron australien. 

## Carrière
Gary Pearce participe aux Jeux olympiques de 1968 à Mexico et remporte la médaille d'argent avec le huit australien composé de Peter Dickson, Michael Morgan, David Douglas, John Ranch, Joe Frazio,  Alf Duval, Bob Shirlaw et le barreur Alan Grover.